# Pierre Ratier de Montguyon
Pierre Léger Ratier de Montguyon est un homme politique français né le 13 novembre 1749 à Cercoux (Charente-Maritime) et mort le 5 juillet 1822 au même lieu.

## Biographie
Pierre Léger Ratier est le fils de Jacques Ratier, sieur de Lussière, et de Jeanne Guillier (Guilhier).
Avocat à Saintes, il fait partie de la commission chargée de rédiger le cahier de doléances en 1789 et est élu député de la sénéchaussée de Saintes aux États généraux. 
Après être resté en dehors de la vie politique, il se rallie au coup d'État du 18 Brumaire, devient sous-préfet de Jonzac en 1800 et juge du tribunal du district de Montlieu-la-Garde. Il est député de la Charente-Maritime de 1803 à 1815.

## Sources
- « Pierre Ratier de Montguyon », dans Adolphe Robert et Gaston Cougny, Dictionnaire des parlementaires français, Edgar Bourloton, 1889-1891 [détail de l’édition]